# 大恐竜時代
『大恐竜時代』（だいきょうりゅうじだい）は、1979年10月7日（日曜） 19:30 - 20:54 （日本標準時）に日本テレビで放送された、石森章太郎原作・東映動画制作の単発テレビアニメである。

## 概要
恐竜をテーマにしたオリジナルSFアニメで、ジュン、レミ、チョビの3人が太古の昔にタイムスリップし、恐竜の繁栄から滅亡までを目撃する内容。通常は19:30から『日立ドキュメンタリー すばらしい世界旅行』が、20:00から『俺たちは天使だ!』が放送されている時間帯を使って放送された。
本作は、テレビのスペシャルアニメでは初のステレオ放送を実施した。また、当時テレビドラマを中心に活動していた宮脇康之が本作で初の声優業に挑戦し、歌手の堀江美都子もテレビ朝日の『宇宙魔神ダイケンゴー』に続いてヒロイン役を演じた。さらには、原作者の石森自身もジュンの父役を演じた。石森は自身が手掛けた特撮ドラマへの出演は多いが、声優を務めたのは本作のみである。
2008年7月21日に東映ビデオから発売された『石ノ森章太郎 生誕70周年 DVD-BOX』のDISC 11と、2013年6月21日に同社から発売された『生誕75周年記念 石ノ森章太郎大全集 VOL.2 TVアニメ1971-1979』に収録されている。

## 声の出演
- ジュン - 宮脇康之
- レミ - 堀江美都子
- チョビ - つかせのりこ
- UFOの声 - 近藤洋介
- 呪術師 - 永井一郎
- 作業員 - 佐藤正治
- 友人 - 龍田直樹、鈴木清信、川島千代子
- ジュンの母 - 小林由利
- ジュンの父 - 石森章太郎

※徳間書店刊『TVアニメ25年史』には、声の出演として“コズモ博士（永井一郎） タマラ（鈴木弘子） サバ（小原乃梨子） ゾア（大平透） ガロ（大塚周夫）”と記載されており、2023年12月現在これを出典とした『メディア芸術データベース』や、それらを参考としたと思しきデータがネット上の各所で散見されるほど広まってしまっているが、そもそも明記されているキャラクター及びキャスティングは映画『サイボーグ009 超銀河伝説』のものであり、本作とは関係のない誤りである。

## スタッフ
- 原作・脚本・監督・構成・絵コンテ - 石森章太郎
- 企画 - 吉川斌（日本テレビ）、有賀健（東映）
- 脚本 - 内藤誠
- 音楽 - SHŌGUN
- 製作担当 - 吉岡修
- 原画 - 札木幾夫、神宮慧、多田康之、小野順三、洪常満
- 動画 - 福田忠、宮野優子、松村啓子、平川やすし、伊藤史郎、高橋朝雄
- 背景 - 襟立智子、海老沢一男、下茂恵美子､小板橋かよ子、伊藤文英
- 美術進行 - 鳥本武
- 仕上 - 植木知子、村松錦三郎、茂木明子
- 検査 - 森田博
- 特殊効果 - 佐藤章二
- 仕上進行 - 平賀豊彦
- 撮影 - 菅谷英夫、佐藤隆郎
- 演出助手 - 高橋秀樹
- 記録 - 川島利子
- 製作進行主任 - 関口孝治
- 編集 - 吉川泰弘
- 録音 - 神原広己
- 音響効果 - 伊藤道広
- 録音スタジオ - タバック
- 現像 - 東映化学
- 美術 - 原田謙一
- 作画監督 - 飯野皓
- 演出 - 森下孝三
- プロデューサー - 栗山富郎（東映）、堀越徹（日本テレビ）
- 制作 - 日本テレビ、東映

## 主題歌
「愛ある世界 Giving Love」
作詞 - ケーシー・ランキン、杉山政美 / 訳詞 - 山本安見 / 作曲 - 芳野藤丸 / 編曲 - 大谷和夫 / 歌 - ケーシー・ランキン

## 挿入歌
「夢のララバイ」
作詞 - 石森章太郎、丹羽しげお / 作曲・編曲 - 芳野藤丸 / 歌 - 堀江美都子

## その他
- 関東地区では、1985年7月29日（月曜）に日本テレビの17:04 - 18:30（JST）で、『夏休みアニメ特集』の1本として再放送された[11]。